# Bomberman Generation
Bomberman Generation (ボンバーマンジェネレーション Bonbāman Jenerēshon?) är ett 2002-datorspel som släpptes för Nintendo GameCube. Det följdes upp av Bomberman Jetters.